# Roodkoptroepiaal
De roodkoptroepiaal (Amblyramphus holosericeus) is een zangvogel uit de familie Icteridae (troepialen).

## Verspreiding en leefgebied
Deze soort komt voor in noordelijk Bolivia, Paraguay, zuidelijk Brazilië en noordelijk Argentinië.